# Filozofia i modlitwa
Filozofia i modlitwa – zbiór esejów autorstwa biskupa Marka Jędraszewskiego wydany po raz pierwszy w 1986 w Poznaniu (wydanie drugie, poprawione i poszerzone ukazało się również w Poznaniu w 2001). Dzieło stanowi pokłosie wykładów autora z zakresu historii filozofii.
Książka jest zbiorem esejów poświęconych obecności zagadnienia modlitwy w filozofii nowożytnej i współczesnej. Autor został zainspirowany tą tematyką artykułem Theologie und Philosophie opublikowanym przez Gerda Haeffnera w 1982, a zwłaszcza zawartym w nim stwierdzeniu, że filozofia mało uwagi poświęca modlitwie, traktując ją jako problem peryferyjny.
W swojej pracy autor nawiązuje do dzieł myślicieli z kręgu kultury europejskiej, komentując ich idee, w tym zwłaszcza nawiązania do tematyki modlitewnej, również w sensie osobistym. Kolejno wchodzi w dialog z pracami: Francisa Bacona, Renégo Descartesa, Blaise’a Pascala, Nicolasa Malebranche'a, Gottfrieda Wilhelma Leibniza, Jana Henryka Newmana, Augusta Cieszkowskiego, Henriego Bergsona, Martina Bubera, Stanisława Brzozowskiego, Pierre'a Teilharda de Chardina, Gabriela Marcela, Edyty Stein, Emmanuela Levinasa i Karola Wojtyły. Całość pracy tworzy zarys swoiście rozumianej filozofii modlitwy oraz, w szerszej perspektywie, filozofii duchowości.